# Bactrocera laticosta
Bactrocera laticosta
 es una especie de díptero que Drew describió por primera vez en 1989. Bactrocera laticosta pertenece al género Bactrocera de la familia Tephritidae. 